# Manuel Lascano
Manuel Lascano (7 de julio de 1995) es un deportista argentino que compite en piragüismo en la modalidad de aguas tranquilas. Ganó tres medallas de oro en los Juegos Panamericanos, en los años 2019 y 2023.

## Palmarés internacional
| Juegos Panamericanos | Juegos Panamericanos | Juegos Panamericanos | Juegos Panamericanos |
| Año                  | Lugar                | Medalla              | Competición          |
| -------------------- | -------------------- | -------------------- | -------------------- |
| 2019                 | Lima (Perú)          | Medalla de oro       | K2 1000 m            |
| 2019                 | Lima (Perú)          | Medalla de oro       | K4 500 m             |
| 2023                 | Santiago (Chile)     | Medalla de oro       | K4 500 m             |